# Troy (Ohio)
 For alternative betydninger, se Troy. (Se også artikler, som begynder med Troy)
Troy er en amerikansk by og administrativt centrum i det amerikanske county Miami County, i staten Ohio. I 2000 havde byen et indbyggertal på 21.999.[kilde mangler]

## Ekstern henvisning
- Troys hjemmeside (engelsk)

40°02′30″N 84°12′31″V / 40.0417°N 84.2086°V